# Laban Wheaton
Laban Wheaton, född 13 mars 1754 i Mansfield i Massachusetts, död 23 mars 1846 i Norton i Massachusetts, var en amerikansk federalistisk politiker. Han var ledamot av USA:s representanthus 1809–1817.
Wheaton utexaminerades 1774 från Harvard, studerade juridik och inledde 1788 sin karriär som advokat i Massachusetts. Senare var han verksam som domare. Han var ledamot av Massachusetts representanthus 1803–1808 och 1825. Däremellan satt han i åtta år i USA:s representanthus.
Wheaton avled 1846 och gravsattes på Norton Cemetery i Norton.